# Nawalgarh
Nawalgarh è una suddivisione dell'India, classificata come municipality, di 56.482 abitanti, situata nel distretto di Jhunjhunu, nello stato federato del Rajasthan. In base al numero di abitanti la città rientra nella classe II (da 50.000 a 99.999 persone).

## Geografia fisica
La città è situata a 27° 51' 0 N e 75° 16' 0 E e ha un'altitudine di 378 m s.l.m..

## Società

### Evoluzione demografica
Al censimento del 2001 la popolazione di Nawalgarh assommava a 56.482 persone, delle quali 29.183 maschi e 27.299 femmine. I bambini di età inferiore o uguale ai sei anni assommavano a 9.679, dei quali 5.182 maschi e 4.497 femmine. Infine, coloro che erano in grado di saper almeno leggere e scrivere erano 32.448, dei quali 19.950 maschi e 12.498 femmine.